# شو هیرانو
شو هیرانو (انگلیسی: Sho Hirano؛ زادهٔ ۲۹ ژانویهٔ ۱۹۹۷) بازیگر اهل ژاپن است.